# Santa Maria (la Pobla de Claramunt)
Santa Maria és una església de la Pobla de Claramunt (Anoia) inclosa a l'Inventari del Patrimoni Arquitectònic de Catalunya.

## Descripció
És una església de planta rectangular de creu llatina, amb sis capelles a més de les dues junt a l'altar major. Mesura 37m. de llargada per 19m. d'amplada i 17m d'alçada. Disposa d'un campanar de planta quadrada que a nivell de la teulada esdevé octogonal. Una sola nau, amb cor alt.

### Claus de volta
1-La clau de volta de l'antiga l'església parroquial de la santíssima trinitat és d'estil gòtic, del segle xiv, i representa un personatge emmarcat dins el cercle, dividit en 4 per la creu que aguanta.
2-La clau de volta gòtica amb inscripció de l'església de la Santíssima Trinitat, de la qual queden poquíssimes restes dins el nucli de la població. Estranyament, trobem que la inscripció, elaborada sobre una flor situada dins un cercle, està escrita en caràcters gòtic.	Transcripció: "En l'any de la Nativitat de Nostre Senyor Crist MCCCLXXX, en R. Muset de la Pobla de Cla/ramunt feu aquesta capella a Joan de la Padr/oa la obra".
3-Clau de volta d'estil gòtic i de forma arrodonida. Elaborada en baix relleu, amb un personatge masculí barbar representat al seu centre, que, en una de les seves mans sosté un ceptre i, l'altre adopta una postura de benedicció; porta, també, una túnica llarga.

### Sant Crist
Talla de fusta policromada que representa Crist a la creu.
Els claus i la roba recorden els models romànics, mentre que el cap ja té l'expressió del gòtic.
Està situada a la capella del Sant Crist i procedeix del castell de la Pobla de Claramunt.

### Peanya
Realitzada en fusta, coberta amb bol daurat i pintada amb decoracions florals. Té algunes paraules pintades ("parens virgo Clementis") Realitzada per Josep Mª Jujol.

### Mare de Déu de la Llet
Talla de fusta policromada del segle xiii de colors vermell, daurat i blau, amb les galtes rosades. La corona és posterior, del segle xviii, substitueix a l'original, trencada. Fa 110 cm d'alçada. El vestit és plegat en sentit horitzontal a l'alçada del tòrax. Aquesta imatge prové del castell de Claramunt i es traslladà aquí, junt amb el Sant Crist, l'any 1463. L'any 1936 va ser dipositada a l'església del Roser d'Igualada fins al 1939. És patrona del poble des del 1925.

### Imatge de Santa Anna i la Verge
Imatge de fusta tallada, possiblement policromada en origen, encara que s'ha perdut per haver estat a l'aire lliure al nínxol de la façana principal. Representa Santa Anna asseguda i la Verge Maria, petita, dreta al seu costat dret mirant-la. És contemporània a la construcció de l'església. Es troba en molt mal estat de conservació, totalment corcada.

### Barana
Realitzada en ferro forjat amb quatre porta espelmes (dos per banda).

## Història
Una vegada destruïda l'antiga església parroquial romànica dedicada a Santa Maria, que es trobava al castell de Claramunt, propietat del Monestir de Sant Cugat, se n'erigí una altra el 1790, tot i que la primera pedra és de 26 de juliol de 1798.
L'església original és d'època gòtica, del segle xiv, en un moment en què la Pobla de Claramunt va ser un nucli medieval importantíssim, en estar al costat del camí ral d'Aragó. En el 1436 les funcions parroquials es traslladaren a la nova població de la Pobla, a la petita església gòtica de la Santíssima Trinitat, edificada ja en el 1379, pocs anys després de la fundació del nucli. Els elements d'aquesta construcció i conservats són algunes claus de volta, que han estat incorporades a l'edifici.